# 408 î.Hr.

## Nașteri
- Eudoxus din Knidos, astronom, matematician grec, discipol al lui Platon, cunoscut mai ales pentru faptul că a fost printre primii care a încercat să formuleze o teorie privind mișcarea planetelor (d. 355 î.Hr.)